# TT de l'Illa de Man
L'Isle of Man TT (abreujat IOM TT), anomenat oficialment International Isle of Man Tourist Trophy i conegut sovint simplement com a Tourist Trophy o Manx TT –i en català, com a "TT de l'Illa de Man"–, és una competició de motociclisme de velocitat que se celebra des de l'any 1907 a l'Illa de Man. L'esdeveniment consta de diferents curses segons la categoria de la motocicleta, disputades sobre carreteres tancades al trànsit en format de contra-rellotge.
El TT de l'Illa de Man formà part del Campionat del Món de la FIM entre 1949 (l'any de la seva instauració) i 1976. Durant aquest període, la prova era a tots els efectes el Gran Premi de Gran Bretanya i incloïa les curses de Sidecar TT, 50cc Ultra-Lightweight TT, 125cc Lightweight TT, 250cc Lightweight TT, 350cc Junior TT i 500cc Senior TT, totes elles puntuables per a la respectiva categoria del campionat del món.

## Història

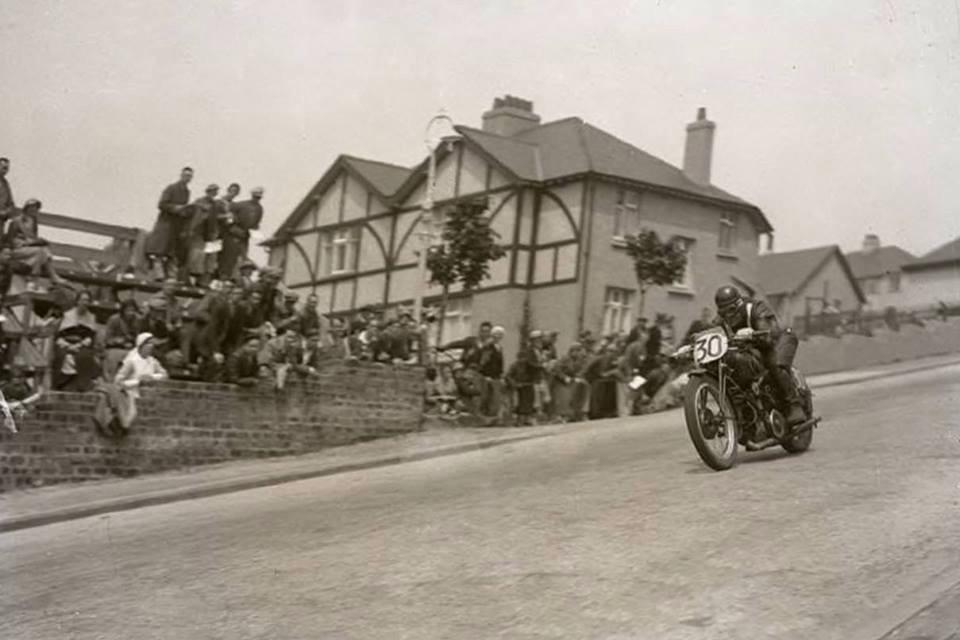
Stanley Woods (Moto Guzzi) a Bray Hill el 1935

La primera edició de la prova, celebrada el 28 de maig de 1907, constava d'un recorregut de 10 voltes a un circuit de 15 milles i 1.470 iardes (uns 25 quilòmetres i mig). El guanyador d'aquesta primera edició en la categoria d'un cilindre (i alhora guanyador absolut) fou Charlie Collier, qui pilotant una Matchless va realitzar el recorregut en 4 hores, 8 minuts i 8 segons, a una velocitat mitjana de 38,2 mph (uns 61 km/h). El guanyador en la categoria de dos cilindres fou Rem Fowler, qui pilotant una Peugeot completà el circuit en 4 hores, 21 minuts i 52 segons, a una velocitat mitjana de 36,2 mph (uns 58 km/h). El trofeu atorgat al guanyador d'aquesta primera edició va ser entregat pel Marquès de Mouzilly i representa el déu Hermes. Aquest trofeu encara s'atorga actualment al vencedor de la categoria Senior.
La popularitat d'aquesta cursa va fer que a començaments de la dècada de 1920 se n'inauguressin de similars arreu d'Europa. Una de les més conegudes fou el Dutch TT d'Assen, que ha arribat als nostres dies com a Gran Premi dels Països Baixos de motociclisme.

## Circuit
El TT es disputa en un circuit urbà d'aproximadament 60 km de longitud que es fa servir també per al Manx Grand Prix. Anomenat Snaefell Mountain Course, pren el nom de Snaefell, la muntanya més alta de l'illa de Man, i és un dels circuits de motociclisme encara en ús més antics del món. Al llarg de la seva història, el TT s'ha disputat també en variacions del Mountain Course, com ara l'anomenat St. John's Short Course (1907-1910) i el circuit de Clypse o Clypse Course (1954-1959).

## Classes
El TT es disputa durant diversos dies en què hi ha una cursa per a cadascuna de les "classes" o tipus de motocicleta previstes. Al llarg dels anys hi ha hagut moltes variacions pel que fa a la definició d'aquestes classes, moltes de les quals han anat desapareixent o bé han estat substituïdes per altres de noves. La més prestigiosa de totes és la Senior TT, que, com tota la resta, ha anat patint reformulacions de la seva composició.
Tot i que actualment n'hi ha moltes més, les classes més conegudes són, a grans trets, les següents (en negreta, les encara vigents):
| Classe               | Cilindrada                                          | Vigència                        |
| -------------------- | --------------------------------------------------- | ------------------------------- |
| Senior TT            | +750cc a 1000cc, 3 i 4 cilindres 4T                 | 1985-1986, 1999-Actualitat      |
| Senior TT            | 585cc                                               | 1911                            |
| Senior TT            | 500cc                                               | 1912-1984                       |
| Senior TT            | 1300cc 4T                                           | 1987-1989                       |
| Senior TT            | 750cc 4T                                            | 1990-1998                       |
| Junior TT            | +400cc a 600cc 4 cilindres 4T                       | 1995-Actualitat                 |
| Junior TT            | 350cc                                               | 1911-1976, 1983                 |
| Junior TT            | 250cc                                               | 1977-1994                       |
| Lightweight TT       | 250cc                                               | 1924-1976                       |
| Lightweight TT       | 250cc 2T / 400cc 4T                                 | 1995-2011                       |
| Lightweight TT       | 650cc 4T bicilíndriques                             | 2012-2019                       |
| Ultra-Lightweight TT | 125cc                                               | 1951-1974, 1989-2004, 2008-2009 |
| Ultra-Lightweight TT | 175cc                                               | 1924-1925                       |
| Ultra-Lightweight TT | 50cc                                                | 1962-1968                       |
| Formula TT           | Formula I (F1): 600cc a 1000cc 4T 350cc a 500cc 2T  | 1977-1990                       |
| Formula TT           | Formula II (F2): 400cc a 600cc 4T 250cc a 350cc 2T  | 1977-1990                       |
| Formula TT           | Formula III (F3): 200cc a 400cc 4T 125cc a 250cc 2T | 1977-1990                       |
| Sidecar TT           | Sidecars                                            | 1923-Actualitat                 |
| TT Zero              | Moto elèctrica                                      | 2010-Actualitat                 |

Notes
1. ↑  +850cc a 1200cc per a motocicletes bicilíndriques 4T
2. ↑  +600cc a 675cc per a motocicletes tricilíndriques 4T i +600cc a 750cc per a motocicletes bicilíndriques 4T
3. ↑  600cc a 750cc des de 1984

## Victòries per pilot

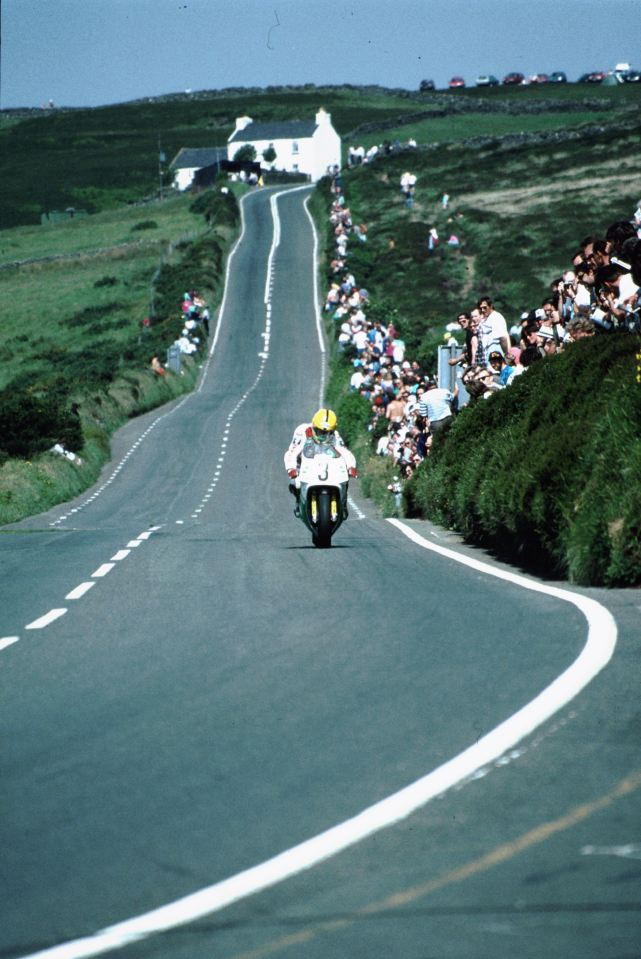
Joey Dunlop amb l'Honda RC30 passat Kate's Cottage el 1992

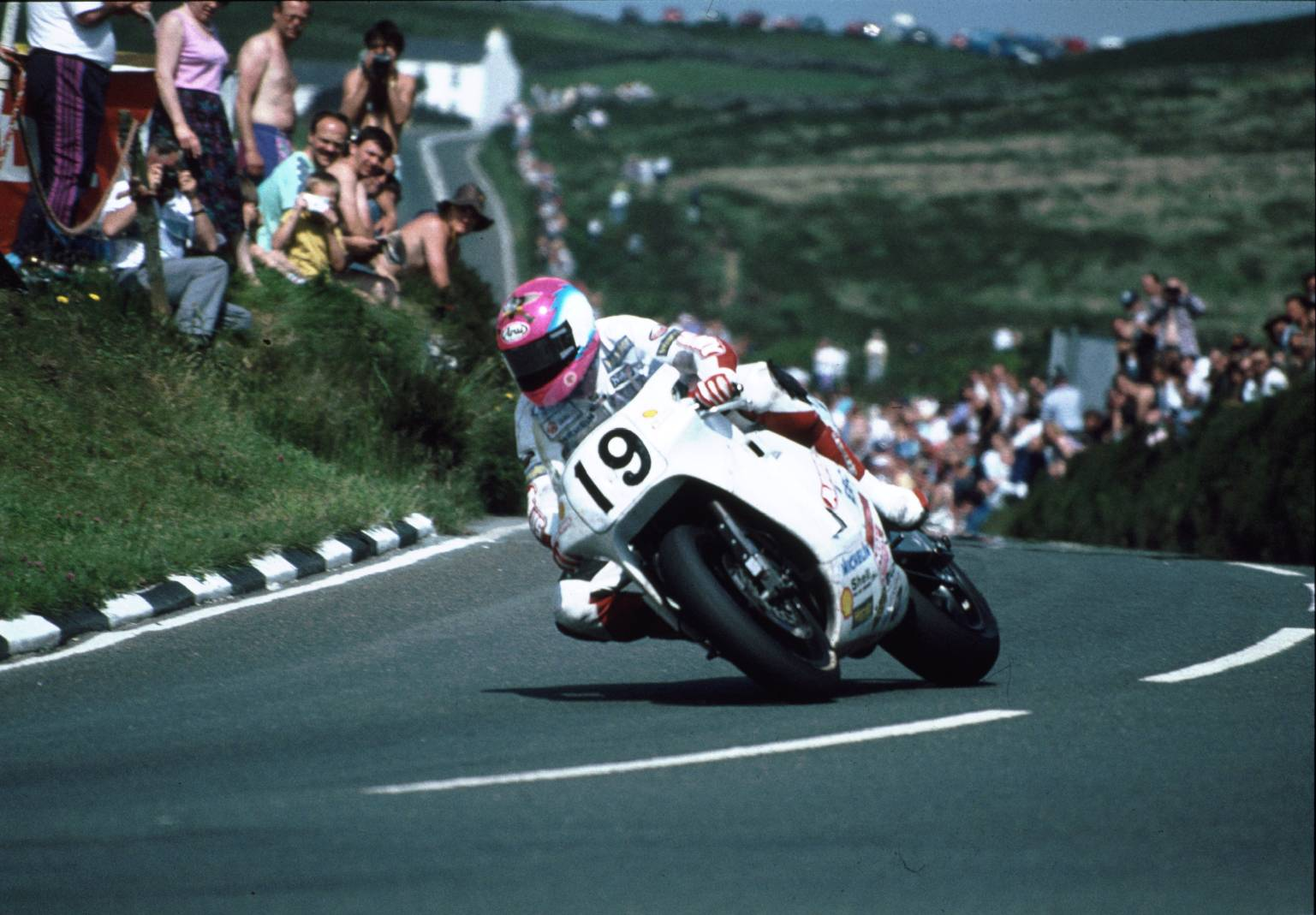
Steve Hislop amb la Norton NRS 588 a Creg-ny-Baa el 1992

Font:
A 1 de març de 2025
| Pos. | Pilot | Victòries |
| ---- | --- | --------- |
| 1    | Michael Dunlop | 29        |
| 2    | Joey Dunlop | 26        |
| 3    | John McGuinness | 23        |
| 4    | Dave Molyneux | 17        |
| 5    | Ian Hutchinson | 16        |
| 6    | Mike Hailwood, Ben Birchall, Tom Birchall, Peter Hickman | 14        |
| 10   | Bruce Anstey | 12        |
| 11   | Steve Hislop, Phillip McCallen | 11        |
| 13   | Giacomo Agostini, Robert Fisher, Stanley Woods | 10        |
| 16   | Mick Boddice, David Jefferies, Ian Lougher, Siegfried Schauzu | 9         |
| 20   | Rick Long, Jim Moodie, Chas Mortimer, Phil Read, Dan Sayle, Charlie Williams | 8         |
| 26   | Mick Grant, Wolfgang Kalauch, Michael Rutter, Tony Rutter | 7         |
| 30   | Chas Birks, Geoff Duke, Jimmie Guthrie, Jim Redman, John Surtees | 6         |
| 35   | Alec Bennett, Nick Crowe, Robert Dunlop, Brian Reid, Carlo Ubbiali | 5         |
| 40   | Klaus Enders, Freddie Frith, Wal Handley, Trevor Ireson, Benga Johansson, Dave Leach, Ray Pickrell, Tarquinio Provini, Horst Schneider, Barry Smith, Bill Smith, Jock Taylor, John Williams | 4         |
| 53   | Ray Amm, Adrian Archibald, Graeme Crosby, Harold Daniell, Max Deubel, Ralf Engelhardt, Ryan Farquhar, Patrick Farrance, Carl Fogarty, Alex George, Dean Harrison, Tom Herron, Darren Hope, Emil Hörner, Alan Jackson, Tony Jefferies, Geoff Johnson, Klaus Klaffenböck, Rob McElnea, Bob McIntyre, Phil Mellor, Dave Morris, Chris Palmer, Clive Pollington, Walter Schneider, Ian Simpson, Rolf Steinhausen, Hans Strauss, Luigi Taveri, Barry Woodland | 3         |
| 83   | Fergus Anderson, Hugh Anderson, Manliff Barrington, Artie Bell, Geoff Bell, Lowry Burton, Kel Carruthers, Bernard Codd, Charlie Collier, Keith Cornbill, Mark Cox, Steve Cull, Pat Cushnahan, Howard R Davies, Freddie Dixon, Charlie Dodson, Cameron Donald, Iain Duffus, Karl Ellison, Bob Foster, Dick Greasley, Manfred Grunwald, Hermann Hahn, Craig Hallam, Shaun Harris, John Hartle, Pete Hill, Fritz Hillebrand, Mac Hobson, Gary Hocking, John Holden, Josef Huber, Tim Hunt, Boyd Hutchinson, Bill Ivy, Gary Johnson, Alistair King, Con Law, Eddie Laycock, Ivan Lintin, Bill Lomas, Graeme McGregor, Trevor Nation, Gary Padgett, Steve Plater, Jock Porter, Nick Roche, Cecil Sandford, Dave Saville, Tom Sheard, Edwin Twemlow, Malcolm Uphill, Dave Wells, Don Williams, Eric Williams, Paul Williams, Andrew Winkle, Michael Wynn | 2         |
| 141  | Steve Abbott, Dario Ambrosini, Frank A Applebee, Ivor Arber, Reg Armstrong, Kenny Arthur, Stewart Atkinson, Georg Auerbacher, Mike Aylott, Mark Baldwin, Rob Barber, W. Harry Bashall, Ian Bell, Phillip Biggs, Eric Bliss, Dieter Braun, Eric Briggs, Norman Brown, Ralph Bryans, Jimmy Buchan, Trevor Burgess, Roger Burnett, Mick Burns, Florian Camathias, Maurice Cann, Neil Carpenter, Phil Carpenter, Phil Carter, Harold Clark, Rod Coleman, Harry A Collier, Stuart Collins, Syd Crabtree, Dave Croxford, Jack Daniels, Leo Davenport, Geoff Davison, Tommy de la Hay, Ernst Degner, Walter Denny, George Douglass, Eddie Dow, Percy Evans, Helmut Fath, Jack Findlay, John Flaxman, Frank Fletcher, Rem Fowler, John Giabbard, Sid Gleave, Oliver Godfrey, Les Graham, Stuart Graham, Werner Haas, Dave Hallam, Roy Hanks, Colin Hardman, Bernard Hargreaves, Conrad Harrison, Ron Haslam, Ronnie Hazlehurst, Chris Heath, Alfred Herzig, Freddie Hicks, James Hillier, Robert Holden, Rupert Hollaus, K.J. Horstman, Clive Horton, Eric Houseley, Dennis Ireland, Mitsuo Itoh, Brian Jackson, Nick Jefferies, Doug Jewell, Lee Johnston, Paddy Johnston, Ken Kavanagh, Bob Keeler, Neil Kelly, John Kidson, Ewald Kluge, Ray Knight, David Lashmar, Monty V. Lockwood, Frank Longman, Heinz Luthringshauser, Jack Marshall, Keith Martin, Hugh Mason, Cromie McCandless, Georg Meier, Ted Mellors, Mark Miller, Derek Minter, Brian Morrison, Les Nutt, George O'Dell, Eric Oliver, Mat Oxley, Phil Palmer, Len Parker, Denis Parkinson, Graham Penny, Alex Phillip, Derek Powell, Cyril Pullin, Brian Purslow, Richard Quayle, Johnny Rea, Harry Reed, Tim Reeves, Brett Richmond, Tommy Robb, John Robinson, Mike Rogers, Nigel Rollason, Dave Roper, Gordon Russell, Fritz Scheidegger, Martyn Sharpe, Dave Simmonds, Bill Simpson, Jimmie Simpson, Shaun Smith, Cyril Taft, Omobono Tenni, Steve Tonkin, George Tucker, Kenneth Twemlow, Henry Tyrell-Smith, Chris Vincent, Terry Vinicombe, Graham Walker, Frank Whiteway, Cyril Williams, Donny Williams, Paul J. Williams, Peter Williams, Alfred Wohlgemuth, Tim Wood, Tommy Wood, Stan Woods | 1         |

Notes
1. ↑  Llistat erròniament com a 12 vegades guanyador a la base de dades oficial del TT
2. ↑  Llistat erròniament com a 4 vegades guanyador a la base de dades oficial del TT

## Edicions puntuables per al Campionat del Món (1949–1976)
| Any  | 50 cc (Ultra-Lightweight TT) | 50 cc (Ultra-Lightweight TT) | 125 cc (Lightweight TT) | 125 cc (Lightweight TT) | 250 cc (Lightweight TT) | 250 cc (Lightweight TT) | 350 cc (Junior TT) | 350 cc (Junior TT) | 500 cc (Senior TT) | 500 cc (Senior TT) | Detalls |
| Any  | Pilot                        | Moto                         | Pilot                   | Moto                    | Pilot                   | Moto                    | Pilot              | Moto               | Pilot              | Moto               | Detalls |
| ---- | ---------------------------- | ---------------------------- | ----------------------- | ----------------------- | ----------------------- | ----------------------- | ------------------ | ------------------ | ------------------ | ------------------ | ------- |
| 1976 |                              |                              |                         |                         | Tom Herron              | Yamaha                  | Chas Mortimer      | Yamaha             | Tom Herron         | Yamaha             | Detalls |
| 1975 |                              |                              |                         |                         | Chas Mortimer           | Yamaha                  | Charlie Williams   | Yamaha             | Mick Grant         | Kawasaki           | Detalls |
| 1974 |                              |                              |                         |                         | Charlie Williams        | Yamaha                  | Tony Rutter        | Yamaha             | Phil Carpenter     | Yamaha             | Detalls |
| 1973 |                              |                              | Tommy Robb              | Yamaha                  | Charlie Williams        | Yamaha                  | Tony Rutter        | Yamaha             | Jack Findlay       | Suzuki             | Detalls |
| 1972 |                              |                              | Chas Mortimer           | Yamaha                  | Phil Read               | Yamaha                  | Giacomo Agostini   | MV Agusta          | Giacomo Agostini   | MV Agusta          | Detalls |
| 1971 |                              |                              | Chas Mortimer           | Yamaha                  | Phil Read               | Yamaha                  | Tony Jefferies     | Yamsel             | Giacomo Agostini   | MV Agusta          | Detalls |
| 1970 |                              |                              | Dieter Braun            | Suzuki                  | Kel Carruthers          | Yamaha                  | Giacomo Agostini   | MV Agusta          | Giacomo Agostini   | MV Agusta          | Detalls |
| 1969 |                              |                              | Dave Simmonds           | Kawasaki                | Kel Carruthers          | Benelli                 | Giacomo Agostini   | MV Agusta          | Giacomo Agostini   | MV Agusta          | Detalls |
| 1968 | Dave Simmonds                | Derbi                        | Phil Read               | Yamaha                  | Bill Ivy                | Yamaha                  | Giacomo Agostini   | MV Agusta          | Giacomo Agostini   | MV Agusta          | Detalls |
| 1967 | Stuart Graham                | Suzuki                       | Phil Read               | Yamaha                  | Mike Hailwood           | Honda                   | Mike Hailwood      | Honda              | Mike Hailwood      | Honda              | Detalls |
| 1966 | Ralph Bryans                 | Honda                        | Bill Ivy                | Yamaha                  | Mike Hailwood           | Honda                   | Giacomo Agostini   | MV Agusta          | Mike Hailwood      | Honda              | Detalls |
| 1965 | Luigi Taveri                 | Honda                        | Phil Read               | Yamaha                  | Jim Redman              | Honda                   | Jim Redman         | Honda              | Mike Hailwood      | MV Agusta          | Detalls |
| 1964 | Hugh Anderson                | Suzuki                       | Luigi Taveri            | Honda                   | Jim Redman              | Honda                   | Jim Redman         | Honda              | Mike Hailwood      | MV Agusta          | Detalls |
| 1963 | Mitsuo Itoh                  | Suzuki                       | Hugh Anderson           | Suzuki                  | Jim Redman              | Honda                   | Jim Redman         | Honda              | Mike Hailwood      | MV Agusta          | Detalls |
| 1962 | Ernst Degner                 | Suzuki                       | Luigi Taveri            | Honda                   | Derek Minter            | Honda                   | Mike Hailwood      | MV Agusta          | Gary Hocking       | MV Agusta          | Detalls |
| 1961 |                              |                              | Mike Hailwood           | Honda                   | Mike Hailwood           | Honda                   | Phil Read          | Norton             | Mike Hailwood      | Norton             | Detalls |
| 1960 |                              |                              | Carlo Ubbiali           | MV Agusta               | Gary Hocking            | MV Agusta               | John Hartle        | MV Agusta          | John Surtees       | MV Agusta          | Detalls |
| 1959 |                              |                              | Tarquinio Provini       | MV Agusta               | Tarquinio Provini       | MV Agusta               | John Surtees       | MV Agusta          | John Surtees       | MV Agusta          | Detalls |
| 1958 |                              |                              | Carlo Ubbiali           | MV Agusta               | Tarquinio Provini       | MV Agusta               | John Surtees       | MV Agusta          | John Surtees       | MV Agusta          | Detalls |
| 1957 |                              |                              | Tarquinio Provini       | Mondial                 | Cecil Sandford          | Mondial                 | Bob McIntyre       | Gilera             | Bob McIntyre       | Gilera             | Detalls |
| 1956 |                              |                              | Carlo Ubbiali           | MV Agusta               | Carlo Ubbiali           | MV Agusta               | Ken Kavanagh       | Moto Guzzi         | John Surtees       | MV Agusta          | Detalls |
| 1955 |                              |                              | Carlo Ubbiali           | MV Agusta               | Bill Lomas              | Moto Guzzi              | Bill Lomas         | Moto Guzzi         | Geoff Duke         | Gilera             | Detalls |
| 1954 |                              |                              | Rupert Hollaus          | NSU                     | Werner Haas             | NSU                     | Rod Coleman        | AJS                | Ray Amm            | Norton             | Detalls |
| 1953 |                              |                              | Leslie Graham           | MV Agusta               | Fergus Anderson         | Moto Guzzi              | Ray Amm            | Norton             | Ray Amm            | Norton             | Detalls |
| 1952 |                              |                              | Cecil Sandford          | MV Agusta               | Fergus Anderson         | Moto Guzzi              | Geoff Duke         | Norton             | Reg Armstrong      | Norton             | Detalls |
| 1951 |                              |                              | Cromie McCandless       | Mondial                 | Tommy Wood              | Moto Guzzi              | Geoff Duke         | Norton             | Geoff Duke         | Norton             | Detalls |
| 1950 |                              |                              |                         |                         | Dario Ambrosini         | Benelli                 | Artie Bell         | Norton             | Geoff Duke         | Norton             | Detalls |
| 1949 |                              |                              |                         |                         | Manliff Barrington      | Moto Guzzi              | Freddie Frith      | Velocette          | Harold Daniell     | Norton             | Detalls |